# Menàrguens
Menàrguens és una vila i municipi de la comarca de la Noguera. Situat al marge dret del riu Segre. Limita amb els termes municipals de Albesa, Castelló de Farfanya, Térmens, Balaguer, Vilanova de la Barca i Torrelameu.

## Geografia
- Llista de topònims de Menàrguens (Orografia: muntanyes, serres, collades, indrets..; hidrografia: rius, fonts...; edificis: cases, masies, esglésies, etc).

## Demografia
| 1497 f | 1515 f | 1553 f | 1717 | 1787 | 1857  | 1877 | 1887 | 1900  | 1910  |
| ------ | ------ | ------ | ---- | ---- | ----- | ---- | ---- | ----- | ----- |
| 44     | -      | 77     | 152  | 674  | 1.118 | 954  | 944  | 1.285 | 1.182 |

| 1920  | 1930  | 1940  | 1950  | 1960  | 1970  | 1981 | 1990 | 1992 | 1994 |
| ----- | ----- | ----- | ----- | ----- | ----- | ---- | ---- | ---- | ---- |
| 1.410 | 1.293 | 1.234 | 1.255 | 1.182 | 1.085 | 988  | 904  | 888  | 888  |

| 1996 | 1998 | 2000 | 2002 | 2004 | 2006 | 2008 | 2010 | 2012 | 2014 |
| ---- | ---- | ---- | ---- | ---- | ---- | ---- | ---- | ---- | ---- |
| 836  | 817  | 806  | 830  | 834  | 863  | 843  | 867  | 882  | 887  |

| 2016 | 2018 | 2020 | 2022 | 2024 | 2026 | 2028 | 2030 | 2032 | 2034 |
| ---- | ---- | ---- | ---- | ---- | ---- | ---- | ---- | ---- | ---- |
| 847  | 801  | 813  | 774  | 789  | -    | -    | -    | -    | -    |

### Llista d'alcaldes
| Període     | Alcalde o alcaldessa      | Partit polític                                     | Data de possessió | Observacions |
| ----------- | ------------------------- | -------------------------------------------------- | ----------------- | ------------ |
| 1979–1983   | Manuel Casals i Serra     | Convergència i Unió                                | 19/04/1979        | --           |
| 1983–1987   | Manuel Casals i Serra     | Independents Progressista Menàrguens               | 28/05/1983        | --           |
| 1987–1991   | Fernando Bosch Prats      | Agrupació d'Independents per la vila de Menàrguens | 30/06/1987        | --           |
| 1991–1995   | Joan Vilanova i Miró      | PSC                                                | 15/06/1991        | --           |
| 1995–1999   | Joan Vilanova i Miró      | PSC                                                | 17/06/1995        | --           |
| 1999–2003   | Joan Vilanova i Miró      | PSC                                                | 03/07/1999        | --           |
| 2003–2007   | Pau Forns Planella        | PSC                                                | 14/06/2003        | --           |
| 2007–2011   | Pau Forns Planella        | PSC                                                | 16/06/2007        | --           |
| 2011–2015   | Pau Forns Planella        | PSC                                                | 11/06/2011        | --           |
| 2015–2019   | Anna Maria Calvis i Munsó | IM-AM                                              | 13/06/2015        | --           |
| 2019-2023   | Anna Maria Calvis i Munsó | IM-AM                                              | 15/06/2019        | --           |
| Des de 2023 | n/d                       | n/d                                                | 17/06/2023        | --           |

IM-AM (Independents per Menàrguens - Acord Municipal) és un partit polític d'àmbit local creat el 2015. Va guanyar les eleccions municipals del 24 de maig de 2015 per majoria absoluta, obtenint quatre dels set regidors i l'alcaldia de Menàrguens, i de nou les de 2019 amb el 48,45% i quatre regidors.

## Llocs d'interès
- La Sucrera del Segre

## Personalitats
- Francina Redorta, remeiera.
- Ferran Freixa Jové, dissenyador.
- Ramon Xuriguera i Parramona, escriptor i crític d'art.
- Joan Baptista Xuriguera i Parramona, escriptor i traductor.
- Joan Barceló i Cullerés, dibuixant, poeta i novel·lista.